# Zones militaires du Sénégal

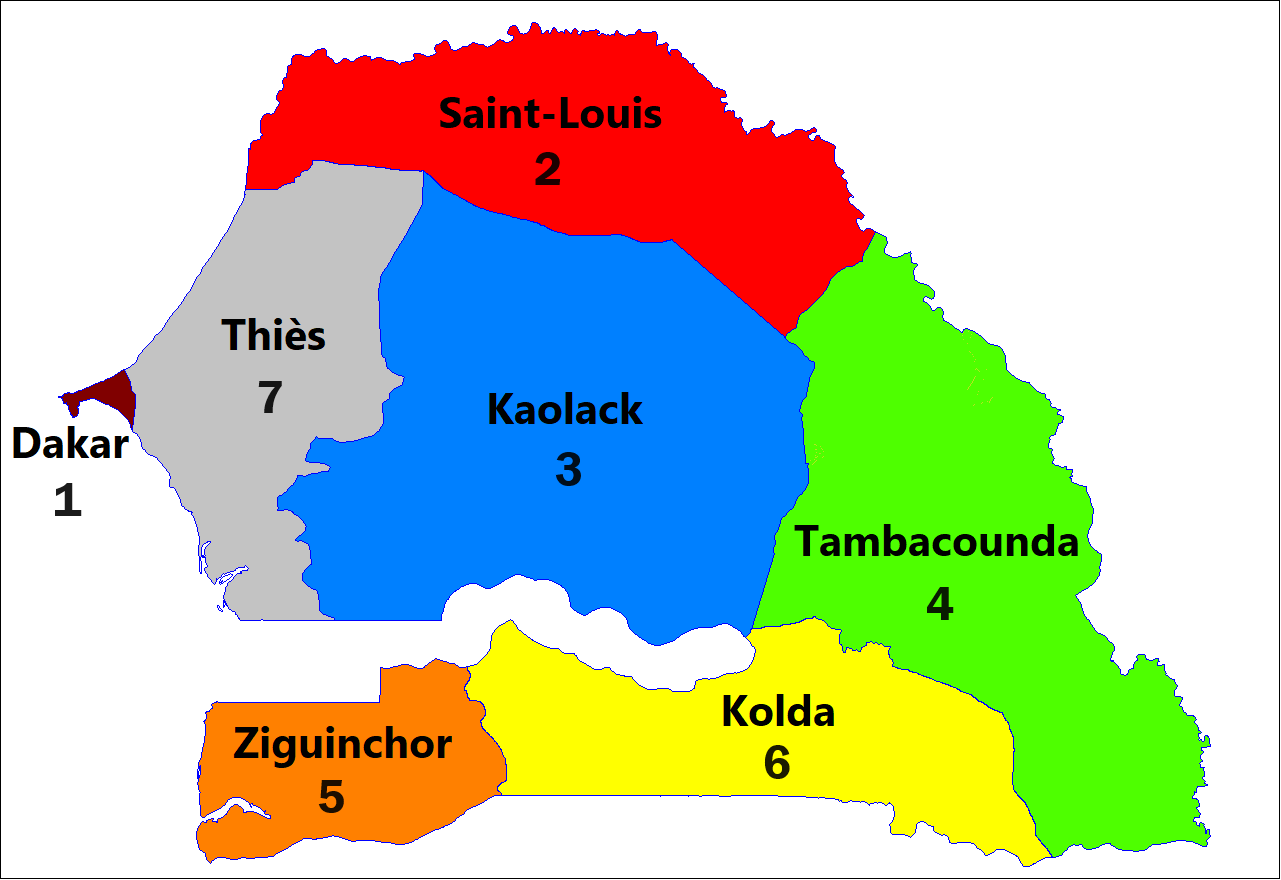
carte des différentesrégions militaires du Sénégal

Le Sénégal est divisé en sept zones militaires.

## Zones militaires
La compétence territoriale des commandements de zone militaire est fixée ainsi :
| Immatriculation des zones | Désignation des zones | Régions administratives correspondantes | Siège des zones |
| ------------------------- | --------------------- | --------------------------------------- | --------------- |
| 01                        | Zone militaire no 1   | Région de Dakar                         | Dakar           |
| 02                        | Zone militaire no 2   | Région de Saint-Louis                   | Saint-Louis     |
| 02                        | Zone militaire no 2   | Région de Louga                         | Saint-Louis     |
| 02                        | Zone militaire no 2   | Région de Matam                         | Saint-Louis     |
| 03                        | Zone militaire no 3   | Région de Kaolack                       | Kaolack         |
| 03                        | Zone militaire no 3   | Région de Fatick                        | Kaolack         |
| 03                        | Zone militaire no 3   | Région de Kaffrine                      | Kaolack         |
| 04                        | Zone militaire no 4   | Région de Tambacounda                   | Tambacounda     |
| 04                        | Zone militaire no 4   | Région de Kédougou                      | Tambacounda     |
| 05                        | Zone militaire no 5   | Région de Ziguinchor                    | Ziguinchor      |
| 06                        | Zone militaire no 6   | Région de Kolda                         | Kolda           |
| 06                        | Zone militaire no 6   | Région de Sédhiou                       | Kolda           |
| 07                        | Zone militaire no 7   | Région de Thiès                         | Thiès           |
| 07                        | Zone militaire no 7   | Région de Diourbel                      | Thiès           |